# دانشکده تجارت و کارآفرینی شاهزاده محمد بن سلمان
دانشکده تجارت و کارآفرینی شاهزاده محمد بن سلمان (ام بی اس سی) (عربی: کلیة الأمیر محمد بن سلمان للإدارة وریادة الأعمال دانشکده تجارت و کارآفرینی که پیش از این شاهزاده محمد بن سلمان نام داشت، یک دانشکده مدیریت بازرگانی آموزش عالی در شهر اقتصادی ملک عبدالله، منطقه مکه، عربستان سعودی می‌باشد. این نخستین دانشکده در عربستان سعودی می‌باشد که مدرک تحصیلات تکمیلی و همچنین آموزش اجرایی عرضه می‌کند. این دانشکده به اسم بنیانگذار آن، معاون زمان ولیعهد محمد بن سلمان نامگذاری شد.

## استقرار
این دانشکده در روز ۱۷ ژوئن ۲۰۱۶ افتتاح شد و خود محمد بن سلمان، جانشین ولیعهد فعلی، در این افتتاحیه حضور داشت.
توافقنامه تأسیس ام بی اس سی توسط بدر العساکر، دبیرکل بنیاد محمد بن سلمان (ام یی اس کی) در واشینگتن دی سی امضا گردید. فهد الرشید، مدیر عامل گروه و ام دی کی ا یی سی و نایب رئیس هیئت امنای دانشکده؛ و کری هیلی، رئیس دانشکده بابسون.
دانشکده بازرگانی و کارآفرینی شاهزاده محمد بن سلمان از راه مشارکت بین‌المللی میان شهر اقتصادی عمار، بابسون گلوبال (یکی از شرکت‌های تابعه بابسون دانشکده، ایالات متحده)، لاکهید مارتین تحت چتر برنامه افست اقتصادی در عربستان سعودی و بنیاد ام یی اس کی

## مشارکت
دانشکده بازرگانی و شاهزاده محمد بن سلمان به عنوان یک مؤسسه خصوصی و تحصیلات فوق‌العاده نوین برای زن‌ها و مردها راه اندازی گردید. این شرکت از راه یک همکاری بین‌المللی میان شهر اقتصادی اعمار بنیانگذاری شد، بابسون گلوبال (یک شرکت تابعه کاملاً متعلق به کالج بابسون، ایالات متحده), لاکهید مارتین زیر چتر برنامه مغرم اقتصادی در پادشاهی عربستان سعودی و بنیاد میسک.

### تفاهم نامه با کمیسیون تخصصی سلامت عربستان سعودی
در ماه نوامبر ۲۰۲۰، ام بی اس سی یک یادداشت سازگاری با کمیسیون تخصصی بهداشت عربستان، یک کمیسیون علمی تحت نظر وزارت بهداشت برای رواج و توسعه عملکرد حرفه ای رهبری سلامت و گامی در جهت بهبود قسمت مراقبت‌های بهداشتی عربستان سعودی امضا نمود.

## فارغ‌التحصیلی دسته اول
این دانشکده نخستین دسته از ۹۳ دانشجوی ام بی آ را در ماه مه ۲۰۱۹ فارغ‌التحصیل کرد